# Lewitz

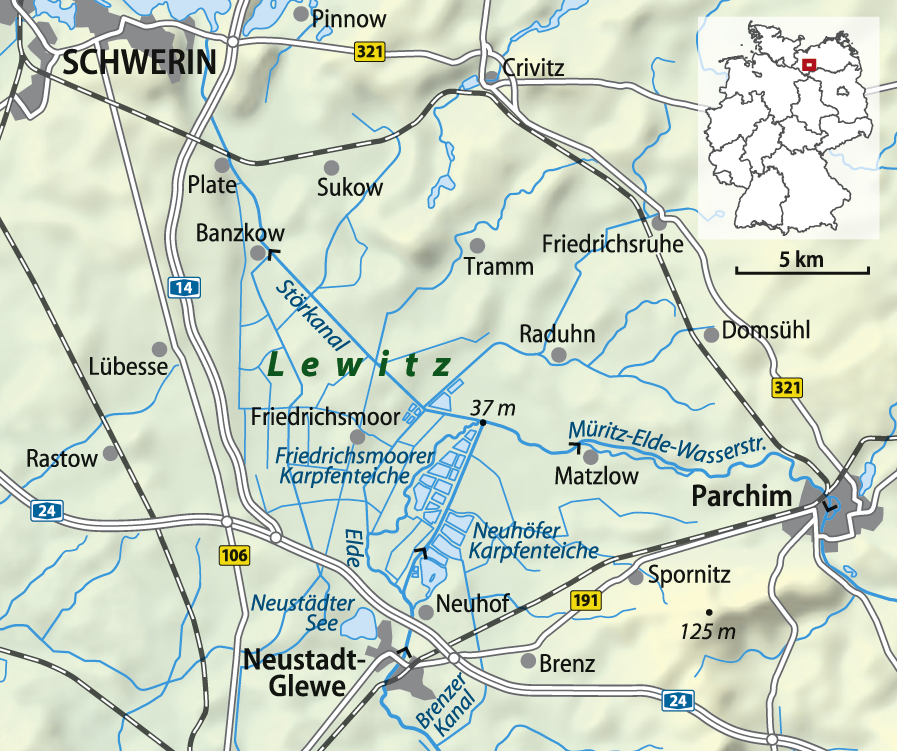
Mappa della Lewitz

La Lewitz è un territorio nel Land del Meclemburgo-Pomerania Anteriore, noto e apprezzato per i suoi campi e prati, i suoi pescosi laghetti e per le sporadiche piane boscose.

## Geografia

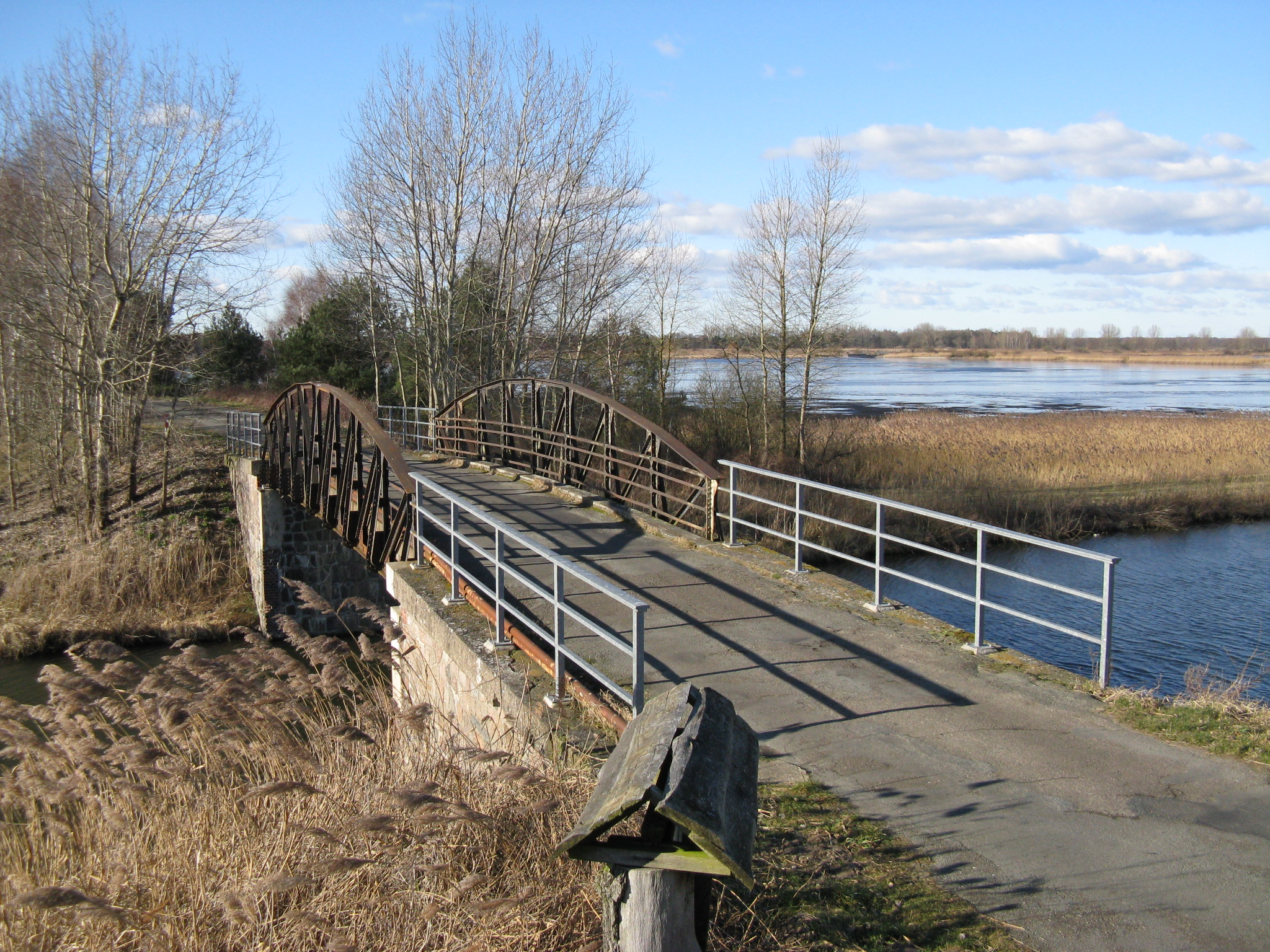
Ponte stradale sulla via d'acqua Müritz-Elde

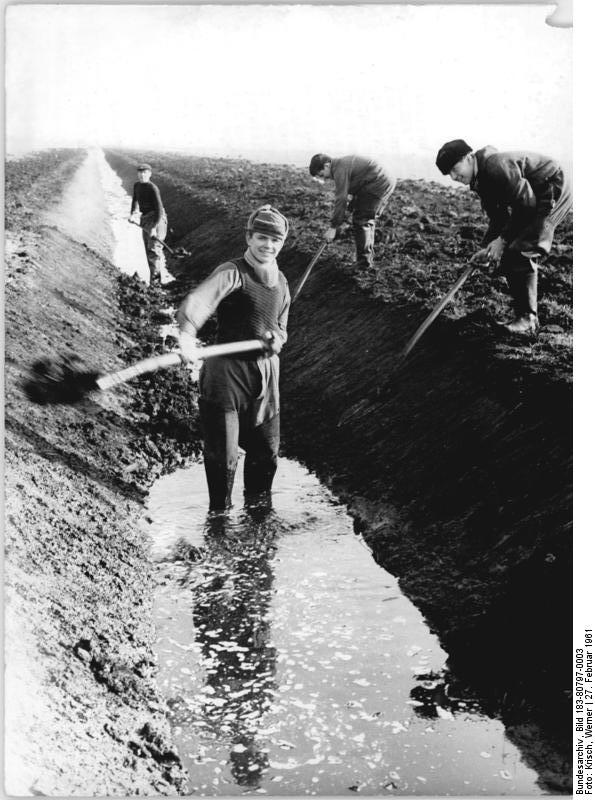
Istantanea sui lavori dei canali del Lewitz nel Progetto per la Gioventù (1961)

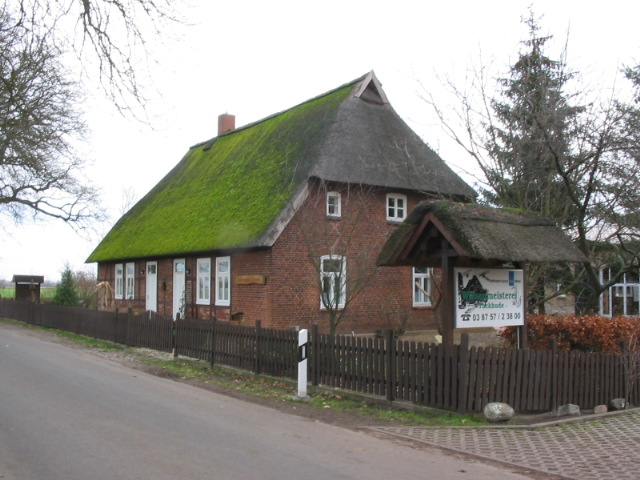
Wiesenmeisterei Tuckhude, eretta nel 1862, già sede dell'Autorità amministrativa delle corti ducali per il Lewitz, presso Neustadt-Glewe

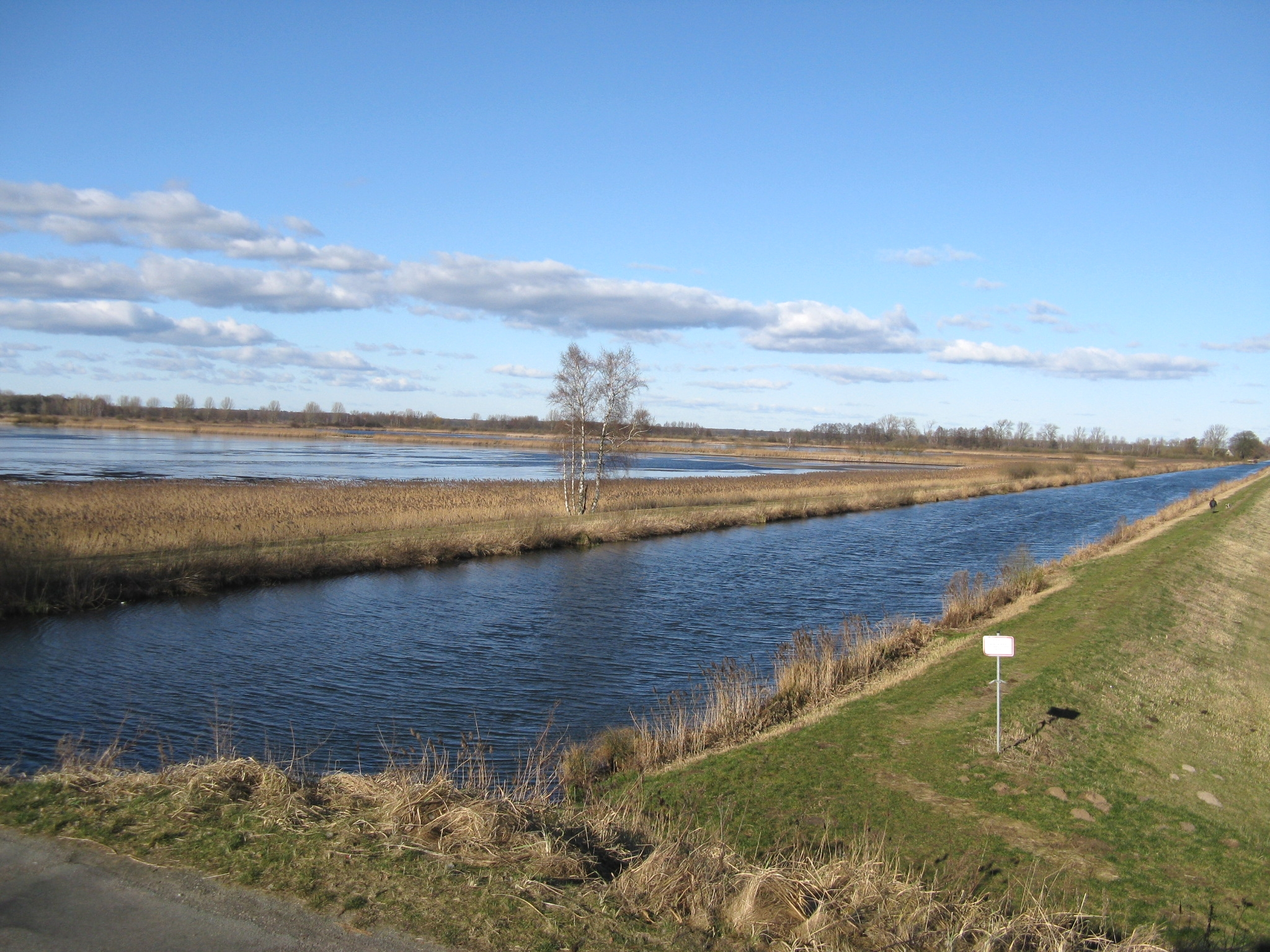
Stagno delle carpe della palude di Friedrichsmoor e via d'acqua Müritz-Elde

Il territorio del Lewitz si estende nel sud-ovest del Meclemburgo a sud di Schwerin fra le località di Crivitz, Parchim, Neustadt-Glewe e Banzkow, per circa 16 800 ha. Esso è attraversato dal fiume Elde il cui letto originario è solo in parte rimasto, con il corso attuale che scorre canalizzato nella via d'acqua (Wasserstraße) Müritz-Elde- (MEW), nella quale sfocia lo Störkanal, nel Nuovo Canale (Neuen Kanal) e nel Brenzer Kanal. Il territorio è inoltre solcato da numerosi canali scolmatori.
Lungo i vari corsi d'acqua si conta numerose aree naturali protette, gli estesi stagni di Friedrichsmoor e Neuhöfer, a nord del comune di Neustadt-Glewe e il lago di Neustädt. All'interno del territorio si trovano inoltre le aree naturali protette di Klinker Plage, Fischteiche in der Lewitz, Friedrichsmoor, Töpferberg.

## Origine del nome
L'origine del nome viene dedotta in più modi. È diffusa la convinzione, che la parola Lewitz provenga dallo slavo lowit, che può significare "raccogliere", "cacciare" o "zona ricca di selvaggina".
Viene anche fatto derivare da lowej, termine boemo per "legno" o "zona boscosa".
È anche possibile anche una parentela linguistica con l'antico li-, liv-, lijati per annaffiare, piovere, con il russo lyva o liva per "bosco acquitrinoso" o con il bulgaro/serbo livada per "prato".

## Storia
Il Lewitz, come l'intero Meclemburgo si è formato nell'ultima glaciazione. Con lo scioglimento dei ghiacciai il Lewitz e la valle dello Stör si riempirono di acqua che erose un avvallamento la cui superficie era di 12 000 ha. Si creò così un lago profondo 16 m. Successivamente si verificò un improvviso deflusso verso sud. Il lago s'impaludò nel corso dei millenni. Si crearono distese d'acqua e torbiere. Nel mesolitico questo territorio, con i suoi rilievi a mo' di isola, piccoli laghi e boschi, offrì un luogo di favorevole insediamento ai cacciatori e raccoglitori e pescatori, mentre le superfici asciutte favorirono contadini e allevatori del Neolitico. In quei tempi furono realizzati lavori in terra tipici della cultura del bicchiere imbutiforme.
Ancora nel XIII secolo il basso Lewitz era ricoperto da querce, faggi, ontani e betulle.
Le emergenti città anseatiche acquistavano qui il loro legname da costruzione.
Neustadt-Glewe appartenne dall'inizio del XVI fino al XVIII secolo ai centri della lavorazione della limnite, che poteva essere estratta in cave a cielo aperto.
Il sistema fluviale disponibile e le zone boscose del Lewitz rappresentavano le condizioni favorevoli alle industrie che usavano il legno come materia prima. Dal legno si produceva il carbone di legna, che a sua volta forniva l'energia per i forni di fusione.
Solo nell'anno 1577 furono necessarie 6 300 tonnellate di carbone, cioè 8 300 st di legname. In più i cosiddetti Holzdeputanten provvedevano alle esigenze della corte e del casato del principe elettore, alle consegne di legname alle città circostanti e un fiorente commercio di legname consumava il patrimonio forestale.
Già nel XVII secolo quest'ultimo era ridotto al solo 25% del suo valore originario.
Nel 1620 furono tagliati le ultime querce e faggi di Tuckhude per la costruzione del castello di Rastow. Seguì infine un'economia del legno così effimera, che nel 1717 dovette essere chiuso per mancanza di legname l'ultima fonderia. Allora i boschi della zona circostante erano stati quasi completamente spogliati e successivamente sorsero prati palustri, i quali venivano utilizzati solo per il fieno.
Questo già dal XVIII secolo l'ufficio forestale di Friedrichsmoor si preoccupava nel corso degli anni di ricostituire il patrimonio forestale. Ma la ricostituzione delle originali distese boschive non venne perseguita, quindi già alla fine degli anni 1820 ci si attendeva che i ricavi della coltivazione a prato superassero quelli della coltivazione delle foreste.
Nel 1862/63 nacque il Brenzer Kanal, drenare la piana a nord ovest di Brenz e così rendere la zona sfruttabile economicamente. Nel 1862 a Tuckhude venne creata la sede dell'autorità amministrativa della corte ducale per Lewitz, preposta alla manutenzione dei canali, delle strade e dei ponti, della regolazione dei drenaggi e delle irrigazioni, l'osservazione della situazione delle acque e alla sicurezza della fienagione.
Già nel 1938 parti del Lewitz furono poste sotto protezione come zone di cova per gli uccelli di palude. Fra gli altri covano qui il chiurlo maggiore, le pettegole, la pittima reale, il combattente ( Philomachus).
Durante il periodo della Repubblica Democratica Tedesca, dal 1958 al 1962 e dal 1976 al 1980, con l'introduzione della produzione agricola industrializzata si ottenne una vasta e complessa bonifica agraria, per ottenere pascoli volti all'allevamento bovino. Sparirono così numerose specie di piante e animali come pure le aree verdi per le covate di uccelli liberi.
All'altezza del nuovo quartiere Hohes Feld venne istituito per l'equitazione, accanto all'allevamento dei vitelli anche quello dei cavalli, nell'Azienda agricola popolare (VEG) (VEG = Volkseigenes Gut) Lewitz.
Dal 1971 nacque una nuova razza equina, nota come Lewitzer (o per il suo manto pezzato anche Lewitzschecken). L'azienda agricola Lewitz, dopo la riunificazione tedesca, viene gestita dall'imprenditore e cavaliere Paul Schockemöhle.
Dal 1990 sono state in parte riprese le misure di bonifica. Dai prati e campi sono stati nuovamente ricavati biotopi umidi con prati paludosi e torbiere. Per questo alcune piante e animali soppiantati sono ridiventati locali. Sono stati nuovamente avvistati il falco pescatore, falchi, la lontra europea, il tritone crestato e la biscia dal collare. La Lewitz è un luogo di sosta prediletto da oche selvatiche, gru cinerine e da altri uccelli migratori.
Alle piente rare del Lewitz appartengono l'orchidea palmata e l'orchidea orchis, la pulsatilla, la cinquefoglie tormetilla e la genziana mettimborsa. La Lewitz è oggi in parte campagna e in parte area naturale protetta. Parti del territorio alla fina del XX secolo furono dichiarate Zona di protezione degli uccelli, secondo la Direttiva europea 79/409/CEE.

## Turismo

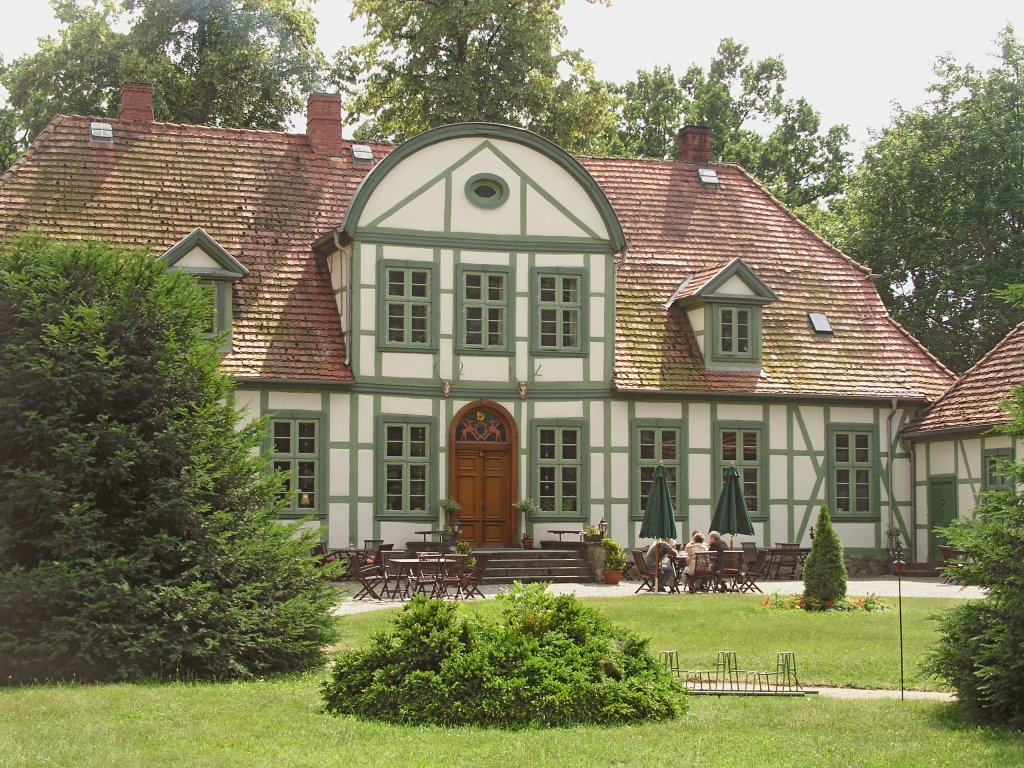
Castello di caccia di Friedrichsmoor

Ci vogliono sforzi per sfruttare la Lewitz nel quadro del turismo responsabile.
Tra l'altro vi sono lungo l'autostrada BAB 24 cartelli turistici con la scritta Die Lewitz e il profilo dell'Antica Rocca di Neustadt-Glewe. Da visitare vi sono il Castello di caccia di Friedrichsmoor, una base di partenza per le battute caccia degli ex duchi e il mulino a vento di Banzkow.